# Tressandans
Tressandans es una comuna francesa del departamento de Doubs, parte de la región de Borgoña-Franco Condado.

## Demografía
| 49 | 49 | 32 | 27 | 27 | 30 | 28 |
| Para los censos de 1962 a 1999 la población legal corresponde a la población sin duplicidades (Fuente: INSEE [Consultar]) |    |    |    |    |    |    |